# La Houssaye
 La Houssaye  là một xã thuộc tỉnh Eure trong vùng Normandie miền bắc nước Pháp.